# Sieben-Schmerz-Kapelle (Wollbach, Burkardroth)

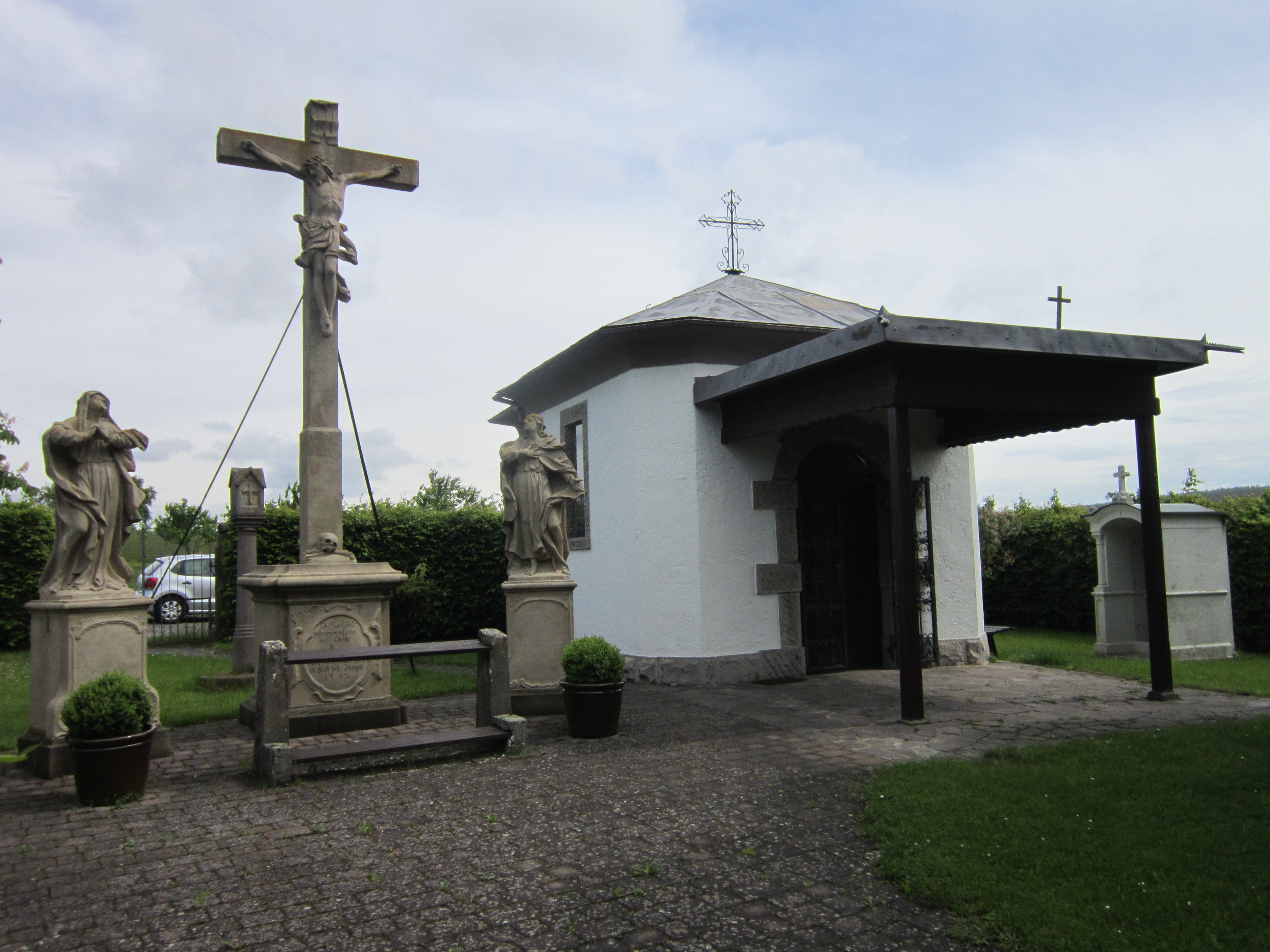
Sieben-Schmerz-Kapelle in Wollbach

Die Sieben-Schmerz-Kapelle ist eine Kapelle in Wollbach, einem Ortsteil von Burkardroth im unterfränkischen Landkreis Bad Kissingen.
Die Sieben-Schmerz-Kapelle stellt die Sieben Schmerzen Mariens dar. Sie gehört zu den Baudenkmälern von Burkardroth und ist unter der Nummer D-6-72-117-127 in der Bayerischen Denkmalliste registriert.

## Geschichte

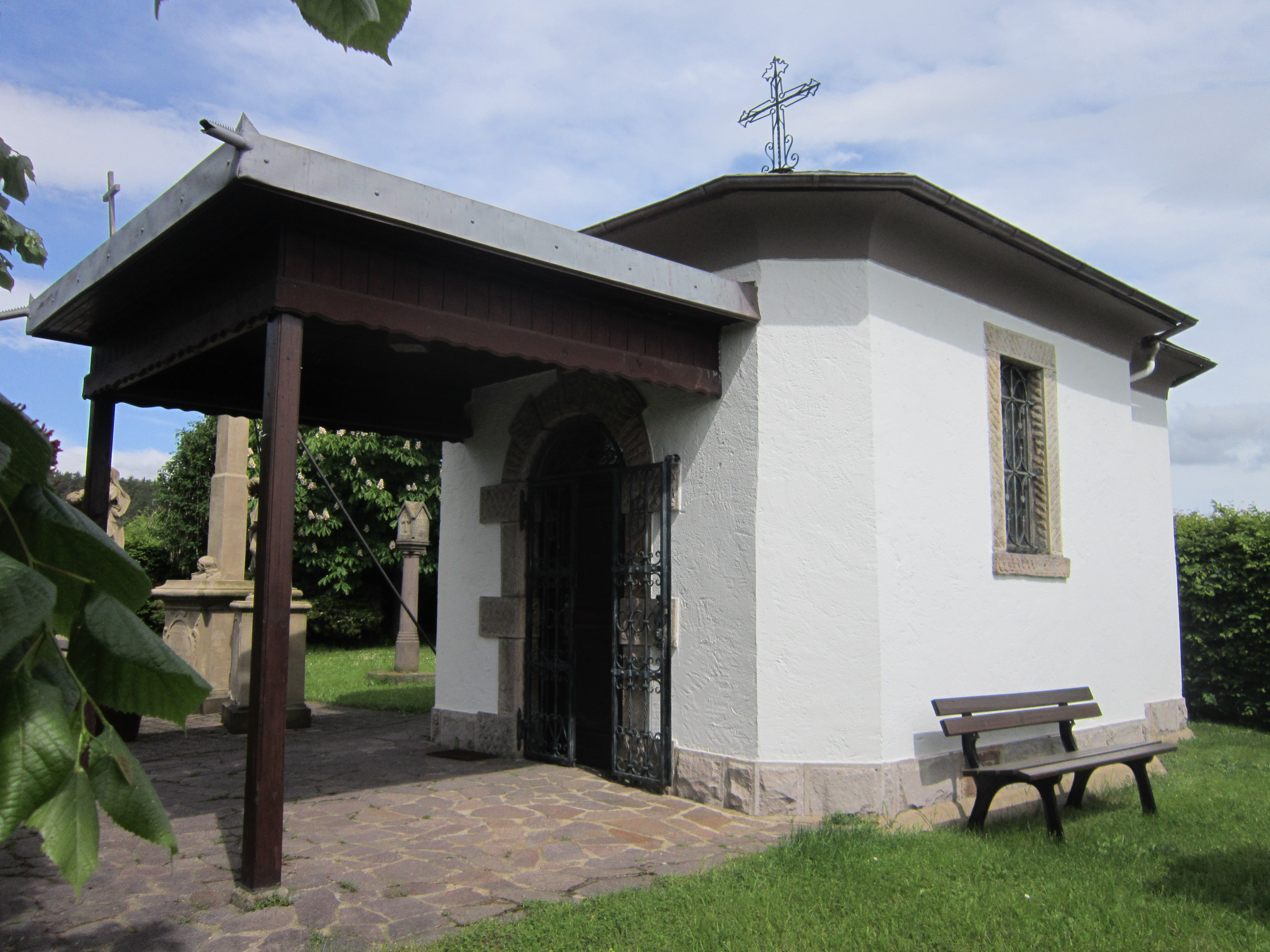
Die Sieben-Schmerz-Kapelle

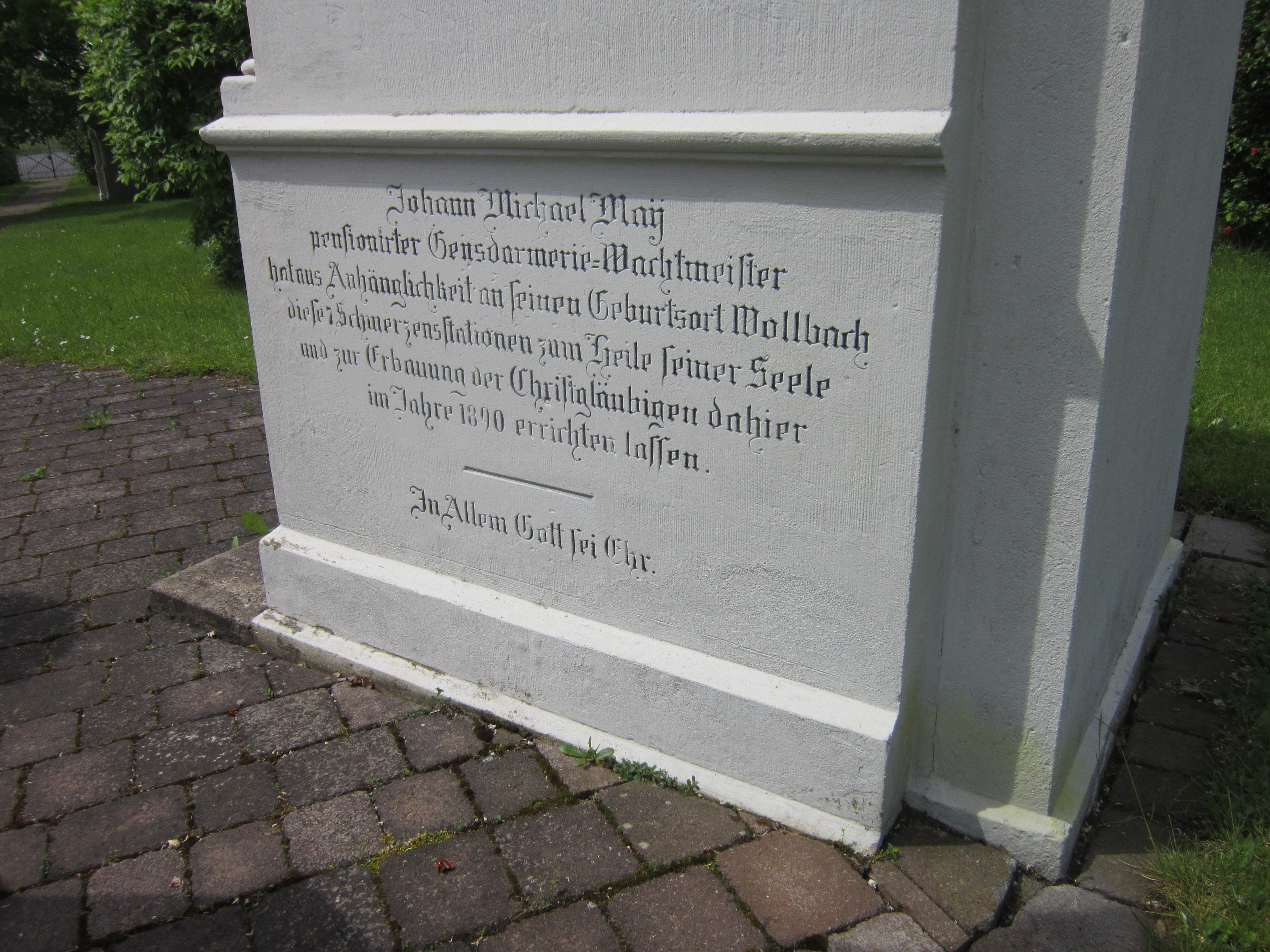
Stiftungsinschrift an der 7. Station

Die Sieben-Schmerz-Kapelle wurde 1887 vom pensionierten Gendarm-Wachtmeister Johann Michael May (Geb. 6. März 1822; gest. 6. August 1902) gestiftet. 
Die Kapelle entstand unter Mitwirkung von mehreren Helfern am Standort einer bereits vorhandenen Kreuzigungsgruppe. Die Kreuzigungsgruppe wurde der als Chronostichon abgefassten Inschrift zufolge im Jahr 1763 vom Junggesellen Johannes Pfülb gestiftet.
Laut mündlicher Überlieferung wurde May vom italienischen Maurer Luigi Facini unterstützt, der bereits beim Neubau der Wollbacher Schule mitgewirkt hatte und Susanne May, eine Verwandte von Johann Michael May, geheiratet hatte.
Am 17. Oktober 1889 schloss May mit dem Bildhauer Adam Gehring einen Vertrag über den Bau der sieben Stationen; für jede Station wurde ein Preis von 280 Mark vereinbart. Die aus gelbem Sandstein gefertigten Stationen wurden als halboffene Weihekapellchen konzipiert, die klassizistische und barocke Stilelemente aufweisen. Der Hausener Jakob Bissinger versah die Anlage mit Malereien, die aber in der Zwischenzeit übertüncht wurden. Der Bau wurde am 16. November 1889 vom Kgl. Bezirksamt sowie am 6. Dezember 1889 vom Bischöflichen Ordinariat genehmigt.
Zunächst entleerte und verwaltete May das im Opferstock entgegen den bestehenden Bestimmungen gespendete Geld selbst; nach Mays Tod übernahm dies die Kirchenverwaltung Burkardroth.
Nach Mays Tod verschlechterte sich der bauliche Zustand der Kapelle durch Vernachlässigung. Eine unter Pfarrer Ludwig Kolb initiierte Renovierung schuf jedoch Abhilfe; acht Erben von Johann Michael May spendeten 1.000 Mark aus dem hinterlassenen Vermögen des Stifters. Im Rahmen der Renovierung wurde der Altar vergrößert und ein Altarstein mit einer Reliquie eingebaut. Im Jahr der Renovierung wurde für 507 Mark eine von Heinz Schiestl gefertigte Pietà für die Kapelle erworben. Am 11. Juni 1915 wurde die renovierte Kapelle unter ausführlicher Berichterstattung der „Saale-Zeitung“ gesegnet.
Am 15. August jeden Jahres wurden Wallfahrten abgehalten, die abwechselnd die Wollbacher Sieben-Schmerz-Kapelle und die Zahlbacher Kreuzkapelle zum Ziel hatten; diese Wallfahrten ab 1920 durch Wallfahrten nach Maria Ehrenberg ersetzt.
Bis 1960 war die Kirchenverwaltung von Burkardroth für den Erhalt der Kapelle zuständig; am 1. Januar 1960 ging die Zuständigkeit an Bürgermeister Franz Grom und acht weitere Wollbacher Bürger. Im Jahr 1968 erfolgte eine Renovierung der Kapelle, die in diesem Zusammenhang auch einen Stromanschluss erhielt. Seit der Gemeindegebietsreform ist die Kapelle Eigentum des Marktes Burkardroth.
Am 20. Dezember 1987 wurde ein Einbruch in die Kapelle entdeckt, bei dem die Pietà und der Bronzeleuchter gestohlen worden waren. Die Wollbacher Bürger fassten den Plan, Spenden für einen gleichwertigen Ersatz zu schaffen; die Anfertigung einer identischen Pietà hätte allerdings 10.000 bis 15.000 D-Mark gekostet. Im Februar 1988 tauchte die originale Pietà wieder auf, als Ortspfarrer Anton Reinhard von einem Kollegen aus Rotenburg an der Fulda informiert wurde, dass dieser von einer an dem Einbruch unbeteiligten Person eine Pietà erhalten hatte, die angeblich aus dem Raum Bad Bocklet stammte, wo aber keine Pietà vermisst wurde. Nach entsprechenden Nachweis erhielten Ortspfarrer Anton Reinhard und Ortsreferent Emil Höchemer die Pietà, deren Strahlenkranz inzwischen entfernt worden war; auch war vom Sockel ein Stück abgesägt worden. Das Landeskriminalamt in München untersuchte die Pietà auf Spuren, die zum Dieb der Pietà hätten führen können; das Ergebnis dieser Untersuchungen ist unbekannt. Die Pietà wurde renoviert und im Sommer 1988 mit neuem Strahlenkranz wieder in die Kapelle gestellt; gleichzeitig wurde die Kapelle durch schwere Eisengitter gesichert.